# Epidendrum medusae
Epidendrum medusae (Rchb.f.) Pfitzer, 1889 , è una pianta della famiglia delle Orchidacee endemica dell'Ecuador.

## Descrizione
È un'orchidea epifita di medie dimensioni che cresce in ambienti umidi a temperatura costante. Presenta un rizoma dal quale si originano pseudobulbi a grappolo simili a canne, penduli, completamente avvolti dalle guaine fogliari molto embricate e di colore grigio-verde. Le foglie sono conduplicate, carnose, coriacee, strettamente oblungo-ovate, inegualmente bilobate all'apice. La fioritura può avvenire in qualsiasi periodo dell'anno, ma è più probabile in estate e si realizza mediante un'infiorescenza ascellare che porta da uno a tre fiori. Questi sono grandi almeno 7 cm, molto appariscenti, con petali e sepali da verdastri a rosso giallo ed un labello decisamente particolare, di colore rosso violaceo, bilobato con margini estremamente frastagliati a formare numerose appendici.

## Distribuzione e habitat
La specie è originaria dell'Ecuador. Cresce come epifita su alberi della foresta equatoriale umida d'altitudine, in territori montani, a quote dai 1800 ai 2700 m sul livello del mare.

## Coltivazione
Questa pianta gradisce molto essere coltivata in montagna, a media luce e temperature fresche e umidità media costanti per tutto l'anno.